# Хільманович Володимир Іванович
Володимир Іванович Хільманович (біл. Уладзімір Іванавіч Хільмановіч, 6 квітня 1967, с. Кам'янка, Щучинський район Гродненської области) — білоруський історик, журналіст, правозахисник.

## Біографія
У 1984 році закінчив Раковицьку середню школу з відзнакою. З 1984 по 1991 рік навчався на історичному факультеті Гродненського державного університету імені Янки Купали. За освітою історик, викладач суспільно-політичних дисциплін. З червня 1985 року по червень 1987 року служив у Радянській армії.
З 1991 по 1998 роки працювала вчителем середньої школи № 20 м. Гродно, науковим співробітником Білоруського державного музею історії релігії, методистом історико-меморіального центру відділу культури Гродненського міськвиконкому. У 1998 році закінчив аспірантуру при кафедрі теорії та історії білоруської культури Гродненського державного університету (спеціалізація історія релігії). У 1997—1998 рр. працював на Гродненському обласному телебаченні.
Автор і розробник, керівник ряду освітніх проектів, співредактор серії брошур для вчителів «Через освіту — до громадянського суспільства» (видано 10 книг, Щецин, 2001—2006), один із авторів і редакторів журналу «Освіта — до громадянського суспільства». книги «Białoruskie wędrówki», автор численних аналітичних публікацій. Активний учасник громадсько-політичного руху з 1987 року. Один із засновників першої в Західній Білорусі молодіжної громадської організації «Зліт західнобілоруської молоді» (1989). Стояв у витоків створення Гродненської асоціації молодих вчених «Віт» (1995), Гродненського обласного центру інформаційної підтримки громадських ініціатив «Третій сектор» (1996), один з ініціаторів створення Білоруського краєзнавчого товариства імені Нарбута та ін.
У 2000—2003 роках був заступником голови Гродненської міської організації БАЖ. Член Білоруської асоціації журналістів, Міжнародної асоціації журналістів та Асоціації спортивної преси Республіки Білорусь. Друкувався в газетах «Літаратура і мастацтва», «Гродненская правда», «Футбол Белоруссии», «Прессбол», «Пагоня» (9 років), «Наша Ніва», «Біржа інфармацыі» та ін. Був співвидавцем (разом з Віктором Сазоновим) інформаційно-аналітичного бюлетеня «Свій лад» (2002—2004).
З 2002 — член Правозахисного центру «Вясна». Неодноразово затримувався та арештовувався білоруським режимом.
З 2004 року публікується в білостоцькій газеті «Нива» та на інтернет-сайтах. Автор білоруського календаря-довідника (Вільнюс, 2007).
У 2013 видав футбольний путівник, в якому описані всі голи та пенальті чемпіонатів світу (1930—2010) і Європи (1960—2012).
З червня 2008 року веде програми «Білоруське золото», «Імена міст» та «Краєзнавчі точки» на Радіо «Рація» (Білосток) .
З червня 2015 року член Спілки білоруських письменників.
У 2018 році вийшла книга «Каляндар Слонімшчыны»(у співаторстві з С.Чигрином).
Автор текстів пісень.
19 серпня 2024 року Хільмановича заочно засудили до п'яти років колонії суворого режиму та величезного штрафу за "екстремістські статті".
В лютому 2025 року вийшов друком доповнений «Беларускі каляндарны энцыклапедычны даведнік на кожны дзень».